# Mas Grau (Bescanó)
Can Masgrau o Mas Grau és una masia del poble d'Estanyol, al municipi de Bescanó (el Gironès) protegit com a bé cultural d'interès local.
Es tracta d'un conjunt d'edificacions adossades en diferents èpoques. El mas és edificat aprofitant l'estructura del fortí medieval. L'any 1425 es produí un terratrèmol que devastà la zona. Per aquest motiu els masos de la contrada solen ser de dates posteriors. Això no obstant, l'antic fortí del Comtat de Cabrera subsistí al sisme i una part ha arribat fins als nostres dies. A principis del segle xvii es feu un mas aprofitant part de l'antiga estructura. L'any 1980 el conjunt fou restaurat per l'arquitecte gironí Joan M. Ribot.
La part més antiga és medieval i està formada per dues naus perpendiculars amb volta de pedra i encanyissat, porta i finestra d'arc de mig punt i trapa per a pujar a la part superior. Als murs s'obren espitlleres d'arc i algunes posteriors d'arma de foc. La casa pairal pròpiament dita és de tres crugies paral·leles, dues plantes i teulada a dues vessants. A la façana té una finestra renaixentista amb frontó triangular. El pati tancat i els porxos són més tardans.